# Push and Shove
A Push and Shove a No Doubt elnevezésű amerikai együttes hatodik stúdióalbuma. 2012. szeptember 21-én jelent meg az Interscope Records gondozásában. A lemez visszatérést jelentett, hiszen előző kiadványuk, a Rock Steady 2001-ben, 11 évvel korábban jelent meg. Az album deluxe kiadványában akusztikus dalok, remixek és feldolgozások kaptak helyet.
Az album a Billboard 200-on harmadik helyen debütált 115 000 eladott példánnyal egy hét alatt. A Settle Down jelent meg első kislemezként 2012 júliusában, mindössze 34. helyet elérve a Billboard Hot 100-on. A címadó dal promóciós kislemezként jelent meg egy hónappal később. Ezt a Looking Hot követte novemberben, mint második kislemez.

## Háttér
Az együttes 2001 decemberében adta ki ötödik, Rock Steady című stúdióalbumát, melyből három millió példány kelt el, valamint dupla platina minősítést kapott a RIAA-tól. 2003 áprilisában bejelentették, a No Doubt szünetel, hogy több időt tölthessenek a tagok családjaikkal. Az is közrejátszott, hogy Gwen Stefani elkezdett dolgozni a 80-as évek által inspirált albumain, melyek a Love. Angel. Music. Baby. (2004) és The Sweet Escape (2006) címet kapták.
Mialatt Stefani promotálta második albumát, az együttes többi tagja elkezdett dolgozni nélküle, a befejezést viszont már az énekesnővel tervezték. 2008 márciusában Stefani bejelentette, elkezdtek dalokat szerezni az albumra, viszont kiderült az is, hogy gyermeket vár. Később 2009-re tervezték visszatérésüket. Weboldalukon közzétették, turnéra indulnak 2009 nyarán Paramore, The Sounds, Janelle Monáe, Bedouin Soundclash, Katy Perry, Panic! at the Disco, és Matt Costa mellett, valamint azt, hogy albumuk 2010-ben jelenik meg. 2009. március 7-én kezdték árusítani a jegyeket.

## Felvételek
Az együttes 2010 májusában kezdett el dolgozni az albumon. Stefani elárulta, decemberre akarja befejezni. 2011. január 4-én Tom Dumont közölte, az elmúlt évet demók felvételével töltötték, az igazi munkálatok ezen a napon kezdődtek.

## Promóció
2012. május 4-én bejelentette az együttes, hogy az album szeptember 25-én jelenik meg. Egy hónappal később került nyilvánosságra az album címe. A Push and Shove augusztus 29-én jelent meg promóciós kislemezként.

### Kislemezek
A Settle Down 2012. július 16-án jelent meg az album első kislemezeként. Június 11-én kezdték forgatni az ehhez tartozó klipet Sophie Muller segítségével. Június 30-án tettek közzé egy kisfilmet a forgatásról. Az együttes a 2012 Teen Choice Awards-on adta elő először a dalt július 22-én. Négy nappal később a Late Night with Jimmy Fallon-on, majd a Good Morning America is felléptek.
Második kislemezként a Looking Hot jelent meg. 2012. november 6-án kezdték el sugározni az amerikai rádiók. A dalt a The X Factor kilencedik évadjában november 4-én adták elő. Miután megjelent a videóklip, rövidesen eltávolították, mivel amerikai törzsek kultúráját sértette a kisfilm.

## Kereskedelmi fogadtatás
Az album a Billboard 200 lista 3. helyén debütált, 115 000 eladott példánnyal. A brit albumlistán 6635 eladással 16. helyet ért el. Kanadában ötödik helyezett lett 8 ezer kézbesítés után.

## Számlista és formátumok
| 1.    | Settle Down                                              | Gwen Stefani, Tony Kanal, Tom Dumont                                                | Mark "Spike" Stent             | 6:01 |
| 2.    | Looking Hot                                              | Stefani, Kanal, Dumont                                                              | Stent, Anthony Gorry           | 4:43 |
| 3.    | One More Summer                                          | Stefani, Kanal, Dumont                                                              | Stent                          | 4:39 |
| 4.    | Push and Shove (közreműködik Busy Signal és Major Lazer) | Stefani, Kanal, Dumont, Reanno Gordon, Thomas Pentz, David Taylor, Ariel Rechtshaid | Stent, Major Lazer, Rechtshaid | 5:07 |
| 5.    | Easy                                                     | Stefani, Kanal, Dumont                                                              | Stent                          | 5:10 |
| 6.    | Gravity                                                  | Stefani, Kanal, Dumont                                                              | Stent, Gorry                   | 4:25 |
| 7.    | Undercover                                               | Stefani, Kanal, Dumont                                                              | Stent                          | 3:32 |
| 8.    | Undone                                                   | Stefani, Kanal, Dumont                                                              | Stent                          | 4:38 |
| 9.    | Sparkle                                                  | Stefani, David Stewart, Dumont                                                      | Stent                          | 4:08 |
| 10.   | Heaven                                                   | Stefani, Kanal, Dumont                                                              | Stent                          | 4:06 |
| 11.   | Dreaming the Same Dream                                  | Stefani, Kanal, Dumont                                                              | Stent                          | 5:27 |
| 51:50 |                                                          |                                                                                     |                                |      |

| 12. | Settle Down (Jonas Quant Remix) | Stefani, Kanal, Dumont | Stent | 4:33 |

| Deluxe kiadás | Deluxe kiadás                                           | Deluxe kiadás                                             | Deluxe kiadás                  | Deluxe kiadás | Deluxe kiadás | Deluxe kiadás | Deluxe kiadás | Deluxe kiadás | Deluxe kiadás |
|               | Cím                                                     | Szerző(k)                                                 | Producer(ek)                   | Hossz         |               |               |               |               |               |
| ------------- | ------------------------------------------------------- | --------------------------------------------------------- | ------------------------------ | ------------- | ------------- | ------------- | ------------- | ------------- | ------------- |
| 1.            | Stand and Deliver                                       | Adam Ant, Marco Pirroni                                   | Stent                          | 3:22          |               |               |               |               |               |
| 2.            | Settle Down (Acoustic – Santa Monica Sessions)          | Stefani, Kanal, Dumont                                    | No Doubt                       | 4:03          |               |               |               |               |               |
| 3.            | Looking Hot (Acoustic – Santa Monica Sessions)          | Stefani, Kanal, Dumont                                    | No Doubt                       | 4:21          |               |               |               |               |               |
| 4.            | One More Summer (Acoustic – Santa Monica Sessions)      | Stefani, Kanal, Dumont                                    | No Doubt                       | 4:20          |               |               |               |               |               |
| 5.            | Easy (Acoustic – Santa Monica Sessions)                 | Stefani, Kanal, Dumont                                    | No Doubt                       | 4:48          |               |               |               |               |               |
| 6.            | Looking Hot (Jonas Quant Remix)                         | Stefani, Kanal, Dumont                                    | Stent, Gorry                   | 4:49          |               |               |               |               |               |
| 7.            | One More Summer (Jonas Quant Remix)                     | Stefani, Kanal, Dumont                                    | Stent                          | 4:36          |               |               |               |               |               |
| 8.            | Push and Shove (Anthony Gorry Remix)                    | Stefani, Kanal, Dumont, Gordon, Pentz, Taylor, Rechtshaid | Stent, Major Lazer, Rechtshaid | 5:34          |               |               |               |               |               |
| 9.            | Push and Shove (Baauer Remix) (csak előrendelés esetén) | Stefani, Kanal, Dumont, Gordon, Pentz, Taylor, Rechtshaid | Stent, Major Lazer, Rechtshaid | 3:18          |               |               |               |               |               |
| 35:50         |                                                         |                                                           |                                |               |               |               |               |               |               |

## Közreműködők
Forrás:
No Doubt
- No Doubt – producer (2.2–2.5)
- Gwen Stefani – vokál
- Tom Dumont – gitár (all tracks); szintetizátor (1); akusztikus gitár (2.2–2.4); elektromos gitár (2.5)
- Tony Kanal – basszusgitár (minden dal); akusztikus basszus (2.2–2.5)
- Adrian Young – dob (1–2.2); V-Drums (3, 4, 6, 9); trigger pad (2.2); csörgődob (2.3, 2.4)

További közreműködők
- Busy Signal – előadó (4, 2.8)
- Stephen Bradley – trombita (2, 4, 5, 9, 2.3–2.5); háttérvokál (2.2, 2.3, 2.5); kasztanyetta (2.3)
- Shane C. Brown – mérnök (4, 2.8)
- Kiki Cholewka – asszisztens
- Jolie Clemens – rendezés, tagolás
- Greg Collins – vokál (1, 11)
- Diplo – mérnök (4, 2.8)
- Pierre Eiras – asszisztens
- David Emery – billentyűk, programozás (9)
- Emily Frye – rendezés, tagolás
- Brian Gardner – maszterizálás
- Anthony Gorry – billentyűk, programozás (1–4, 6–9, 11); producer (2, 2.6); remix (2.8)
- Matty Green – mérnök (1–2.1); keverés (2.2–2.5)
- Stephen Hilton – húrok (1); billentyűk, programozás (5); húrok (11)
- Neil Kanal – programozás (1); mérnök (1–11)
- Rouble Kapoor – asszisztens
- El Mac – albumborító
- Major Lazer – közreműködők, producerek (4, 2.8)
- Gabrial McNair – melodica (2); harsona (2, 4, 5, 9, 2.1, 2.3, 2.5); háttérvokál, zongora (2.2, 2.3, 2.5); húrok (2.4)
- Kevin Mills – asszisztens
- David Moyer – szaxofon (4)
- Jonas Quant – billentyűk, programozás (1–3); remix (2.6, 2.7)
- Ariel Rechtshaid – mérnök, producer (4, 2.8)
- Donnie Spada
- Mark "Spike" Stent – keverés, producer (1–2.1, 2.6–2.8)
- Yu Tsai – fényképezés
- Fabien Waltmann – programozás(2.1)
- Wayne Wilkins – billentyűk (3); programozás (3, 2.1)
- Mark Williams

## Albumlistás helyezések
| Albumlista (2012)           | Legjobb helyezés |
| --------------------------- | ---------------- |
| Ausztrál albumlista         | 8                |
| Osztrák albumlista          | 11               |
| Belga albumlista (Flandria) | 41               |
| Belga albumlista (Vallónia) | 44               |
| Kanadai albumlista          | 5                |
| Horvát albumlista           | 33               |
| Cseh albumlista             | 48               |
| Holland albumlista          | 28               |
| Francia albumlista          | 33               |
| Német albumlista            | 11               |
| Görög albumlista            | 26               |
| Ír albumlista               | 23               |
| Olasz albumlista            | 37               |
| Japán albumlista            | 44               |
| Mexikói albumlista          | 32               |
| Új-zélandi albumlista       | 11               |
| Norvég albumlista           | 32               |
| Skót albumlista             | 18               |
| Dél-koreai albumlista       | 45               |
| Spanyol albumlista          | 30               |
| Svéd albumlista             | 55               |
| Svájci albumlista           | 9                |
| Brit albumlista             | 16               |
| Billboard 200               | 3                |
| Alternative Albums          | 3                |
| Rock Albums                 | 3                |

## Megjelenések
| Ország             | Dátum                | Kiadó              | Formátum(ok)               | Kiadás(ok)       |
| ------------------ | -------------------- | ------------------ | -------------------------- | ---------------- |
| Ausztrália         | 2012. szeptember 21. | Universal Music    | CD, digitális letöltés     | Standard, deluxe |
| Németország        | 2012. szeptember 21. | Universal Music    | CD, digitális letöltés     | Standard, deluxe |
| Hollandia          | 2012. szeptember 21. | Universal Music    | CD, digitális letöltés     | Standard, deluxe |
| Franciaország      | 2012. szeptember 24. | Universal Music    | CD, digitális letöltés     | Standard, deluxe |
| Egyesült Királyság | 2012. szeptember 24. | Polydor Records    | CD, digitális letöltés     | Standard, deluxe |
| Egyesült Államok   | 2012. szeptember 25. | Interscope Records | CD, LP, digitális letöltés | Standard, deluxe |
| Kanada             | 2012. szeptember 25. | Universal Music    | CD, LP, digitális letöltés | Standard, deluxe |
| Olaszország        | 2012. szeptember 25. | Universal Music    | CD, digitális letöltés     | Standard, deluxe |
| Lengyelország      | 2012. szeptember 25. | Universal Music    | CD, digitális letöltés     | Standard, deluxe |
| Japán              | 2012. szeptember 26. | Universal Music    | CD, digitális letöltés     | Standard, deluxe |
| Svédország         | 2012. szeptember 26. | Universal Music    | CD, digitális letöltés     | Standard, deluxe |
| Németország        | 2012. október 5.     | Universal Music    | LP                         | Standard         |
| Hollandia          | 2012. október 5.     | Universal Music    | LP                         | Standard         |
| Franciaország      | 2012. október 8.     | Universal Music    | LP                         | Standard         |
| Svédország         | 2012. október 8.     | Universal Music    | LP                         | Standard         |